# ويليام ادمون أرميتاغ
ويليام ادمون أرميتاغ (بالإنجليزية: William Edmond Armitage)‏ هو قسيس أمريكي، ولد في 6 سبتمبر 1830 في نيويورك في الولايات المتحدة، وتوفي بنفس المكان في 7 ديسمبر 1873.